# Lithocarpus carolinae
Lithocarpus carolinae är en bokväxtart som först beskrevs av Sidney Alfred Skan och Stephen Troyte Dunn, och fick sitt nu gällande namn av Alfred Rehder. Lithocarpus carolinae ingår i släktet Lithocarpus och familjen bokväxter. Inga underarter finns listade.